# Feijó (Almada)
Feijó era una freguesia portuguesa del municipio de Almada, distrito de Setúbal.

## Historia
Parte integrante del casco urbano de la ciudad de Almada y consagrada económicamente a la industria ligera y el sector terciario (comercio y servicios), Feijó fue elevada a la condición de freguesia autónoma en 1993, por segregación de la de Cova da Piedade, y fue suprimida el 28 de enero  de 2013, en aplicación de una resolución de la Asamblea de la República portuguesa promulgada el 16 de enero de 2013 al unirse con la freguesia de Laranjeiro, formando la nueva freguesia de Laranjeiro e Feijó.

## Economía
En el territorio de esta freguesia, concretamente en la localidad de Vale de Mourelos, se ubica el Almada Fórum, uno de los mayores centros comerciales de Portugal.